# Загороджувальний вогонь
Загоро́джувальний вого́нь —

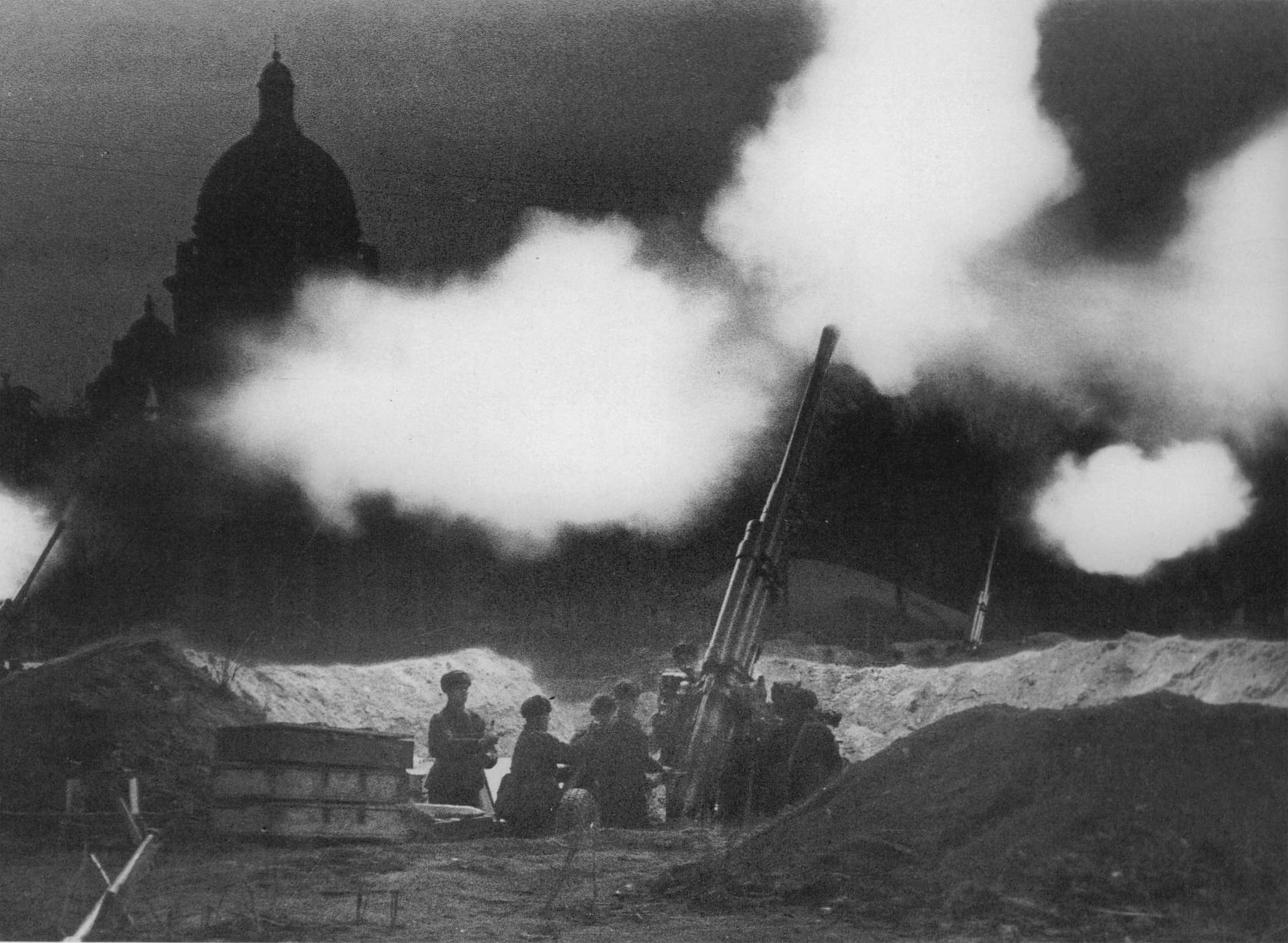
Радянські зенітники ведуть загороджувальний вогонь по повітряних цілях. Ленінград. 1941

1. Вид артилерійського вогню, який становить суцільну вогневу завісу на шляху танків або піхоти, торпедних катерів або десантно-висадочних засобів морського десанту, що вирушають на берег. Застосовується раптово для відбиття атак і контратак піхоти і танків противника, а також висадки морського десанту супротивника на заздалегідь намічених і, звичайно пристрелених рубежах (ділянках) в оборонному бою. За типом загороджувальний вогонь артилерії поділяється на нерухомий загороджувальний вогонь (НЗВ), що готується на одному рубежі, та рухомий загороджувальний вогонь (РЗВ), який готується на кількох рубежах. За напрямком відносно фронту своїх підрозділів загороджувальний вогонь поділяється на фронтальний та фланговий. Відстань найближчої межі загороджувального вогню від своїх підрозділів, укриттів, що знаходяться зовні, повинна гарантувати безпеку своїх військ. Глибина ділянок загороджувального вогню сягає зазвичай 150—200 м. При виході противника з ділянки загороджувального вогню вогонь переноситься на наступний рубіж.
Загороджувальний вогонь артилерії застосовується в поєднанні з масованим і зосередженим вогнем і вогнем гармат і танків прямою наводкою. Вперше загороджувальний вогонь став застосовуватися артилерією воюючих сторін у ході Першої світової війни: в обороні — для відбиття атак противника і заборони підходу його резервів, в наступі — для підтримки атаки своєї піхоти. Загороджувальний вогонь в наступі починався з переходом своєї піхоти в атаку або в ході атаки, з виявленням підходу резервів противника і вівся шляхом послідовного перенесення «вогневих завіс» («хвилі загороджувального вогню, що котяться») попереду наступаючої піхоти по намічених для оволодіння нею рубежам.
НЗВ призначався для відбиття наступу противника і прикриття флангів своїх військ, підготовлювався на одному рубежі; ПЗВ — для супроводу своїх танків у наступі та планувався на глибину ПТО противника (3—4 км); протитанкова вогнева завіса готувалася тільки в обороні для відбиття атакуючих механізованих військ, завчасно за кількома спостережуваними рубежами на танконебезпечних напрямках.
У ході Другої світової війни артилерія успішно відбивала атаки противника загороджувальним вогнем; при цьому ПЗВ застосовувався зазвичай в обороні — для відбиття атак танків противника. Загороджувальний вогонь вівся також корабельною і береговою артилерією військово-морських сил з метою відбиття атак торпедних катерів, а також підтримки кораблями приморського флангу сухопутних військ.
2. Різновид зенітного вогню для знищення повітряних цілей. Загороджувальний вогонь може застосовуватися зенітною артилерією та зенітними кулеметами і становить нерухому вогневу завісу, створювану групами батарей на шляху польоту повітряних цілей противника. Широко застосовувався за часів Другої світової війни в системі ППО великих центрів, особливо в умовах поганої видимості. По літаках, що низько летять та мають швидкість польоту понад 150 м/с, загороджувальний вогонь можуть вести також кулеметні розрахунки та підрозділи автоматників.
3. Вид кулеметного вогню в обороні, що відкривається по заздалегідь наміченому рубежу з метою не допустити просування противника на даному напрямку.